# الغربية (لهرابزة)
الغربية هو دُوَّار يقع بجماعة حوزية، إقليم الجديدة، جهة الدار البيضاء سطات في المملكة المغربية. ينتمي الدوّار لمشيخة لهرابزة التي تضم 10 دواوير. يقدر عدد سكانه بـ 2348 نسمة حسب الإحصاء الرسمي للسكان والسكنى لسنة 2004.

## روابط خارجية
- البوابة الوطنية للجماعات الترابية
- المندوبية السامية للتخطيط